# Cieszyn, tỉnh Zachodniopomorskie
Cieszyn [ˈt͡ɕeʂɨn] (tiếng Đức: Tessin) là một ngôi làng thuộc khu hành chính của Gmina Biesiekierz, thuộc quận Koszalin, West Pomeranian Voivodeship, ở phía tây bắc Ba Lan. Nó nằm khoảng 5 kilômét (3 mi)  phía bắc Biesiekierz, 9 km (6 mi) phía tây Koszalin và 128 km (80 mi) về phía đông bắc của thủ đô khu vực Szczecin.
Trước năm 1945, khu vực này là một phần của Đức. Đối với lịch sử của khu vực, xem Lịch sử của Pomerania.
Ngôi làng có dân số 90 người.